# ألباي
ألباي هي مقاطعة في الفلبين، تتبع Bicol Region ‏، بلغ عدد سكانها 1٬233٬432 نسمة، في 2010، عاصمتها ليجازبي، تبلغ مساحتها 2٬575٫77 كيلومتر مربع، رمزها البريدي هو 4500–4517.

## معرض صور

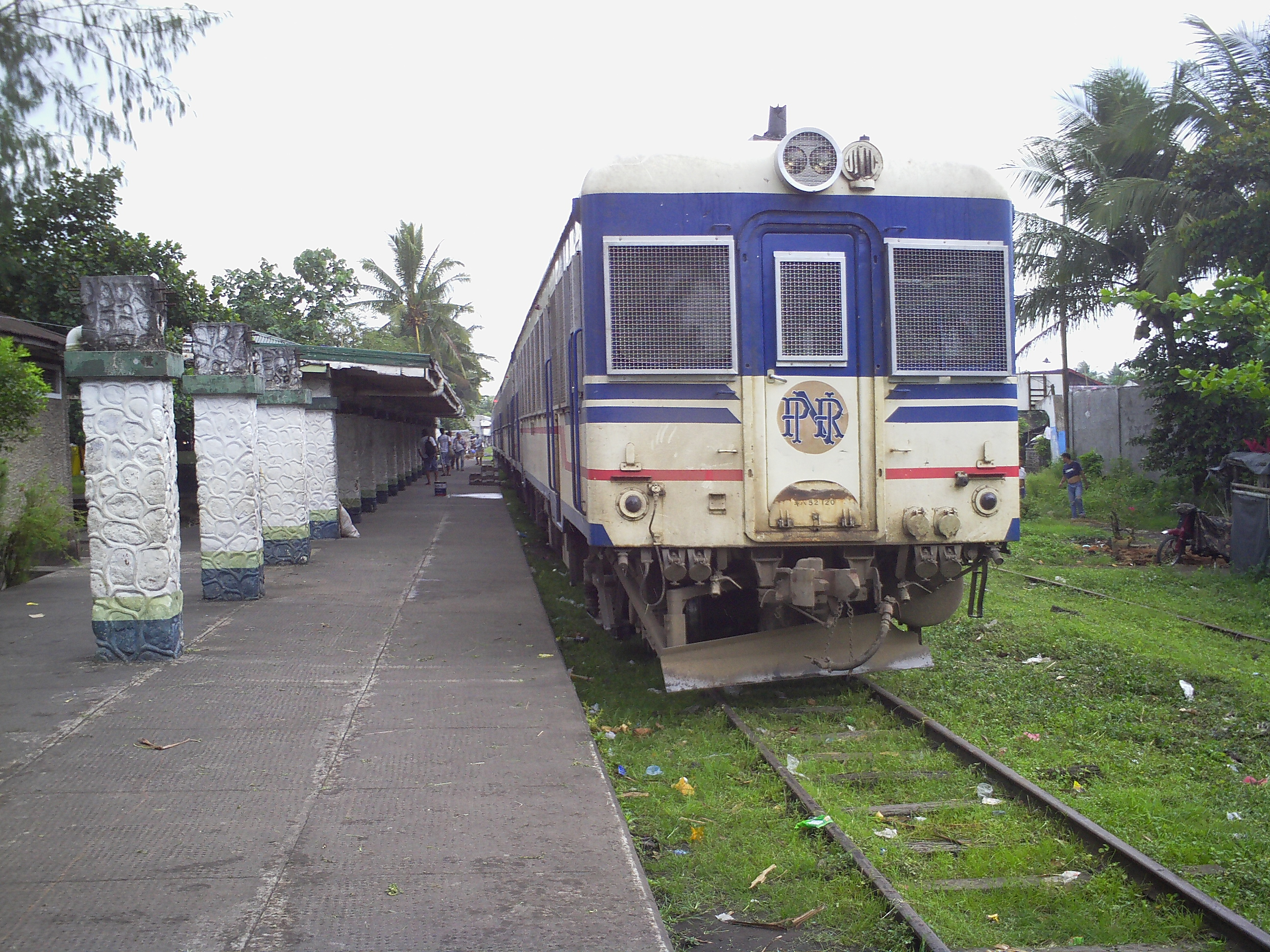
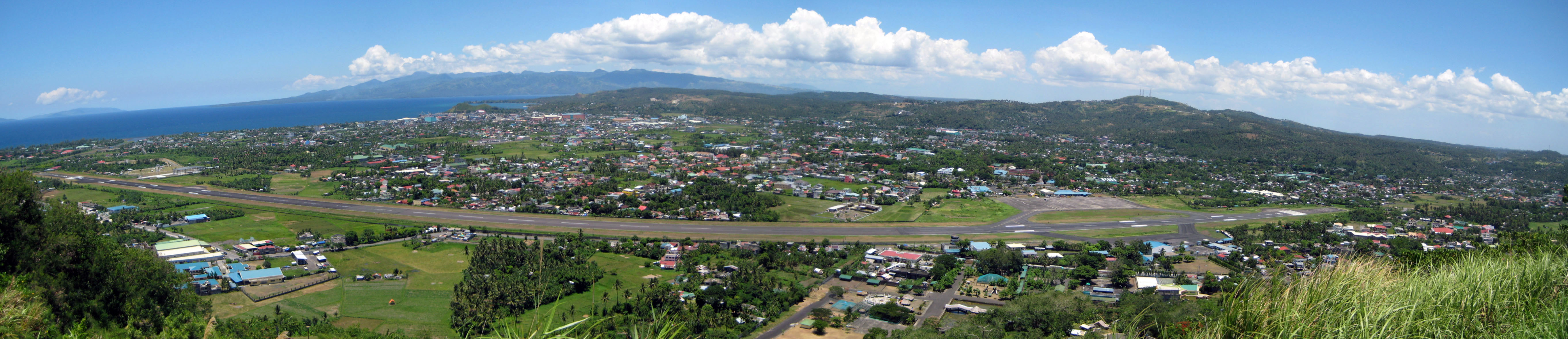
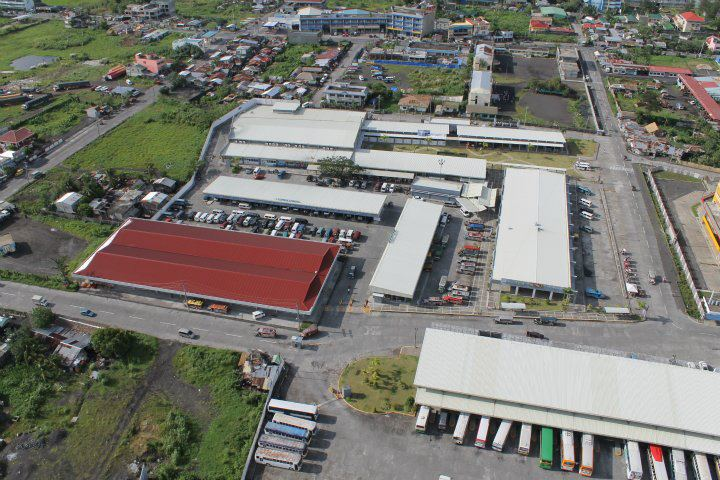

## تاريخ
- إعصار مولاف (2020)

## جغرافيا
تشترك في الحدود مع:
- ماسبات
- سوروسوغون
- كامارينس سور.

## التقسيمات الإدارية
- Bacacay [الإنجليزية]‏
- Camalig [الإنجليزية]‏
- Daraga [الإنجليزية]‏
- Guinobatan [الإنجليزية]‏
- Jovellar [الإنجليزية]‏
- ليجازبي
- Libon, Albay [الإنجليزية]‏
- ليجاو
- Malilipot [الإنجليزية]‏
- Malinao, Albay [الإنجليزية]‏
- Manito, Albay [الإنجليزية]‏
- Oas, Albay [الإنجليزية]‏
- Pio Duran [الإنجليزية]‏
- Polangui [الإنجليزية]‏
- Rapu-Rapu [الإنجليزية]‏
- Santo Domingo, Albay [الإنجليزية]‏
- تاباكو
- Tiwi, Albay [الإنجليزية]‏.